# Koji Suzuki (futbolista)
Koji Suzuki (鈴木 孝司 Suzuki Koji?, Kanagawa, 25 de julio de 1989) es un exfutbolista japonés que jugaba como delantero.

## Trayectoria

### Clubes
| Club                 | País  | Año       |
| -------------------- | ----- | --------- |
| F. C. Machida Zelvia | Japón | 2012-2018 |
| F. C. Ryukyu         | Japón | 2019      |
| Cerezo Osaka         | Japón | 2019-2020 |
| Albirex Niigata      | Japón | 2021-2024 |